# Saison 2015-2016 du Stade brestois 29
Maillots
Dernière mise à jour : 14 mai 2016.
Chronologie
Saison précédente Saison suivante
La saison 2015-2016 du Stade brestois 29, club de football français, voit l'équipe évoluer en Ligue 2 pour la troisième saison consécutive, après sa relégation à l'issue de la saison 2012-2013.
Il s'agit de la 20e saison en Ligue 2 de l'histoire du club.

## Déroulement de la saison

### Préparation de la saison
La première arrivée de la saison est celle de Jean Costa, recruteur au Stade lavallois, qui rejoint le club en juin. Une série de départs de joueurs libres ou des retours de prêt se déroule en juin : Gaëtan Courtet (à Reims), Gaëtan Laborde (à Bordeaux), Birama Touré (à Nantes) retournent dans leurs clubs ; tandis que Wilfried Moimbé signe à Nantes, Ismaël Traoré à Angers et Johann Ramaré à Sochaux. Également en fins de contrats, Johan Martial, Abel Khaled et Bilal Hamdi ne sont pas conservés. Du côté des arrivées, Corentin Jacob signe un premier contrat professionnel de 3 ans avec son club formateur, l'ancien Brestois Grégory Lorenzi arrive libre d'Allemagne. En fin de contrat en Roumanie, Jean-Alain Fanchone signe pour un an ; tandis que le contrat de Stéphane Tritz est résilié et qu'il part en Allemagne. Après avoir résilié avec l'US Avranches, le latéral gauche Ali Keïta signe un contrat de deux ans, suivi du défenseur central Maxime Brillault, qui arrive libre de l'US Orléans. Le milieu Éric Tié Bi signe un contrat de deux ans en provenance de l'Asteras Tripolis, en Grèce.

### Match de préparation
| Date           | Adversaire          | lieu               | Résultat | Buteur(s) Brest                                  | Affluence |
| -------------- | ------------------- | ------------------ | -------- | ------------------------------------------------ | --------- |
| 08 / 07 / 2015 | FC Lorient          | Guipavas à 19h     | 0-1      |                                                  | 2000      |
| 11 / 07 / 2015 | Stade rennais FC    | Saint-Brieuc à 19h | 1-0      |                                                  |           |
| 15 / 07 / 2015 | Stade lavallois MFC | Saint-Brieuc à 19h | 0-0      |                                                  |           |
| 18 / 07 / 2015 | Les Herbiers VF     | Theix à 18h30      | 4-1      | Youssef Adnane 30e 37e 43e, Maxime Brillault 48e | 500       |
| 25 / 07 / 2015 | EA Guingamp         | Morlaix à 18h30    | 2-2      | Bruno Grougi 34e, Alexandre Cuvillier 68e        | 3000      |

## Transferts

### Été 2015
Prolongations :
| Joueurs      | Nationalité | Poste              | Club              | Pays   | Division | Durée                               |
| ------------ | ----------- | ------------------ | ----------------- | ------ | -------- | ----------------------------------- |
| Manuel Perez | France      | Milieux de terrain | Stade brestois 29 | France | Ligue 2  | Fin de contrat - prolongation 2 ans |

Détails des transferts de la période estivale - Départs :
| Joueur              | Nationalité   | Poste             | Club                   | Pays      | Division           | Raison du départ                            |
| ------------------- | ------------- | ----------------- | ---------------------- | --------- | ------------------ | ------------------------------------------- |
| Johan Martial       | France        | Défenseur         | ESTAC                  | France    | Ligue 1            | Libre                                       |
| Ismaël Traoré       | Côte d'Ivoire | Défenseur         | SCO Angers             | France    | Ligue 1            | Libre                                       |
| Wilfried Moimbé     | France        | Défenseur         | FC Nantes              | France    | ligue 1            | Libre - contrat de 3 ans                    |
| Abel Khaled         | Algérie       | Milieu de terrain | RC Arbaâ               | Algérie   | Ligue 1            | Libre - contrat de 2 ans                    |
| Birama Touré        | Mali          | Milieu de terrain | FC Nantes              | France    | ligue 1            | Retour de prêt                              |
| Bilal Hamdi         | France        | Milieu de terrain | CS Sedan Ardennes      | France    | National           | Fin de contrat                              |
| Gaëtan Laborde      | France        | Attaquant         | Girondins de Bordeaux  | France    | ligue 1            | Retour de prêt                              |
| Gaëtan Courtet      | France        | Attaquant         | Stade de Reims         | France    | ligue 1            | Retour de prêt - Transfert à l'A.J. Auxerre |
| Johann Ramaré       | France        | Milieu de terrain | FC Sochaux-Montbéliard | France    | Ligue 2            | Libre - contrat de 2 ans                    |
| Stéphane Tritz      | France        | Défenseur         | SC Preußen Münster     | Allemagne | 3e Liga            | Résiliation                                 |
| Brendan Chardonnet  | France        | Défenseur         | SAS Épinal             | France    | National           | Prêt sans option d'achat                    |
| Arthur Desmas       | France        | Gardien de but    | Chamois niortais       | France    | Ligue 2            | Premier contrat pro 1 an                    |
| Alexis Thébaux      | France        | Gardien de but    | Paris FC               | France    | Ligue 2            | Transfert - contrat de 3 ans                |
| Chahir Belghazouani | Maroc         | Attaquant         | APO Levadiakos         | Grèce     | Superleague Elláda | Résiliation                                 |

Détails des transferts de la période estivale - Arrivées :
| Joueur                | Nationalité         | Poste          | Club                  | Pays       | Division           | Durée du contrat                    |
| --------------------- | ------------------- | -------------- | --------------------- | ---------- | ------------------ | ----------------------------------- |
| Corentin Jacob        | France              | Défenseur      | Stade brestois 29     | France     | CFA2               | Premier contrat professionnel 3 ans |
| Gregory Lorenzi       | France              | Défenseur      | SSV Jahn Ratisbonne   | Allemagne  | 3e Liga            | Libre - Contrat 1 an (+option 1 an) |
| Jean-Alain Fanchone   | France              | Défenseur      | FC Petrolul Ploiești  | Roumanie   | Liga I             | Libre - Contrat 1 an                |
| Ali Keïta             | Côte d'Ivoire       | Défenseur      | US Avranches          | France     | National           | Libre - contrat 2 ans               |
| Maxime Brillault      | France              | Défenseur      | US Orléans            | France     | Ligue 2            | Libre - contrat 1 an (+option 1 an) |
| Éric Tié Bi           | Côte d'Ivoire       | Milieu         | PAE Asteras Tripolis  | Grèce      | Superleague Elláda | Libre - contrat 2 ans               |
| Kevin Koubemba        | République du Congo | Attaquant      | LOSC Lille            | France     | Ligue 1            | Prêt 1 an (sans option d'achat)     |
| Baïssama Sankoh       | Guinée              | Défenseur      | EA Guingamp           | France     | Ligue 1            | Prêt 1 an (sans option d'achat)     |
| Ibrahima Sissoko      | France              | Milieu         | Stade brestois 29     | France     | CFA2               | Premier contrat professionnel 3 ans |
| Melvin Platje         | Pays-Bas            | Attaquant      | VVV Venlo             | Pays-Bas   | Eerste divisie     | Libre - contrat 2 ans               |
| Steven Joseph-Monrose | France              | Milieu         | KRC Genk              | Belgique   | Jupiler Pro League | Libre - contrat 2 ans               |
| Cristian Battocchio   | Italie / Argentine  | Milieu         | Watford Football Club | Angleterre | Championship       | Transfert - contrat 2 ans           |
| Donovan Léon          | France              | Gardien de but | A.J. Auxerre          | France     | Ligue 2            | Libre - contrat 2 ans               |

### Hiver 2015-2016
Prolongations :
| Joueurs        | Nationalité | Poste     | Club              | Pays   | Division | Durée             |
| -------------- | ----------- | --------- | ----------------- | ------ | -------- | ----------------- |
| Youssef Adnane | France      | Attaquant | Stade brestois 29 | France | Ligue 2  | Prolongation 1 an |

Départs :
| Joueurs              | Nationalité | Poste     | Club          | Pays       | Division                 | Durée                              |
| -------------------- | ----------- | --------- | ------------- | ---------- | ------------------------ | ---------------------------------- |
| William Sea Nessemon | France      | Attaquant | Amiens SC     | France     | National                 | Prêt de 6 mois sans option d'achat |
| Mamadou Samassa      | Mali        | Attaquant | PSM Makassar  | Indonésie  | Indonesia Premier League | Résiliation                        |
| Hakim Abdallah       | France      | Attaquant | Stoke City    | Angleterre | Premier League           | Premier contrat pro 3 ans et 1/2   |
| Melvin Platje        | Pays-Bas    | Attaquant | Hansa Rostock | Allemagne  | 3e Liga                  | Résiliation - contrat 1 an et 1/2  |

Arrivées :
| Joueurs   | Nationalité | Poste     | Club          | Pays    | Division                           | Durée                            |
| --------- | ----------- | --------- | ------------- | ------- | ---------------------------------- | -------------------------------- |
| Yaya Sané | Sénégal     | Défenseur | FK Bodø/Glimt | Norvège | Championnat de Norvège de football | Contrat de 6 mois (+option 1 an) |

## Effectif professionnel actuel
- Le défenseur Brendan Chardonnet, sous contrat jusqu'en 2017, est prêté un an sans option d'achat au SAS Épinal.
- L'attaquant William Sea Nessemon, sous contrat jusqu'en 2016, est prêté 6 mois sans option d'achat à Amiens SC.

## Dirigeants
- Président : Yvon Kermarec
- Secrétaire général : Jean-François Dubois
- Responsable du recrutement : Jean Costa
- Directeur du centre de formation, chargé des U19 nationaux : Éric Assadourian

## Rencontres de la saison 2015-2016

### Ligue 2 2015-2016
| Date           | J  | Adversaire             | Lieu | Score | Buteur(s) SB29                               | Pts    | Class. | Public |
| -------------- | -- | ---------------------- | ---- | ----- | -------------------------------------------- | ------ | ------ | ------ |
| Phase aller    |    |                        |      |       |                                              |        |        |        |
| 31 / 07 / 2015 | 1  | AJ Auxerre             | E    | 0-0   |                                              | 1 pts  | 12e    | 5 714  |
| 07 / 08 / 2015 | 2  | Nîmes Olympique        | D    | 2-0   | Pelé 42e, Grougi 82e                         | 4 pts  | 4e     | 8 624  |
| 15 / 08 / 2015 | 3  | AS Nancy-Lorraine      | E    | 3-0   |                                              | 4 pts  | 10e    | 13 577 |
| 21 / 08 / 2015 | 4  | AC Ajaccio             | D    | 1-0   | Adnane 77e                                   | 7 pts  | 7e     | 7 827  |
| 28 / 08 / 2015 | 5  | Paris FC               | E    | 1-1   | Koubemba 1re                                 | 8 pts  | 9e     | 3 136  |
| 11 / 09 / 2015 | 6  | RC Lens                | D    | 2-1   | Koubemba 39e, Battocchio 64e                 | 11 pts | 4e     | 7 082  |
| 18 / 09 / 2015 | 7  | Bourg-en-Bresse 01     | E    | 3-1   | Lorenzi 90e                                  | 11 pts | 7e     | 1 201  |
| 22 / 09 / 2015 | 8  | Chamois Niortais       | D    | 1-1   | Melvin Platje 1re                            | 12 pts | 7e     | 5 712  |
| 25 / 09 / 2015 | 9  | Red Star FC            | E    | 1-0   |                                              | 12 pts | 8e     | 1 025  |
| 03 / 10 / 2015 | 10 | FC Metz                | D    | 1-1   | Bryan Pelé 40e                               | 13 pts | 11e    | 6 037  |
| 16 / 10 / 2015 | 11 | US Créteil-Lusitanos   | E    | 0-2   | Bryan Pelé 39e Steven Joseph-Monrose 61e     | 16 pts | 7e     | 2 956  |
| 23 / 10 / 2015 | 12 | Valenciennes FC        | D    | 1-2   | Adnane 97e                                   | 16 pts | 14e    | 7 303  |
| 31 / 10 / 2015 | 13 | Dijon FCO              | E    | 3-1   | Adnane 31e                                   | 16 pts | 14e    | 7 441  |
| 06 / 11 / 2015 | 14 | Tours FC               | D    | 3-0   | Battocchio 31e Joseph-Monrose 56e Adnane 91e | 19 pts | 9e     | 6 068  |
| 20 / 11 / 2015 | 15 | Havre AC               | E    | 0-0   |                                              | 20 pts | 10e    | 5 965  |
| 27 / 11 / 2015 | 16 | FC Sochaux-Montbéliard | D    | 1-0   | Adnane 5e                                    | 23 pts | 8e     | 6 642  |
| 01 / 12 / 2015 | 17 | Stade Lavallois        | E    | 2-0   |                                              | 23 pts | 9e     | 4 745  |
| 11 / 12 / 2015 | 18 | Evian TG FC            | E    | 0-2   | Adnane 18e Alphonse 54e                      | 26 pts | 8e     | 3 550  |
| 18 / 12 / 2015 | 19 | Clermont Foot          | D    | 1-2   | Alphonse 20e                                 | 26 pts | 9e     | 12 494 |
| Phase retour   |    |                        |      |       |                                              |        |        |        |
| 08 / 01 / 2016 | 20 | Nîmes Olympique        | E    | 2-0   |                                              | 26 pts | 11e    | 4 018  |
| 15 / 01 / 2016 | 21 | AS Nancy-Lorraine      | D    | 1-1   | Pelé 16e                                     | 27 pts | 12e    | 6 361  |
| 22 / 01 / 2016 | 22 | AC Ajaccio             | E    | 2-1   | Koubemba 23e                                 | 27 pts | 12e    | 3 435  |
| 29 / 01 / 2016 | 23 | Paris FC               | D    | 1-0   | Adnane 32e                                   | 30 pts | 10e    | 8 219  |
| 02 / 02 / 2016 | 24 | RC Lens                | E    | 2-0   |                                              | 30 pts | 11e    | 20 011 |
| 05 / 02 / 2016 | 25 | Bourg-en-Bresse 01     | D    | 2-1   | Alphonse 9e Adnane pen 89e                   | 33 pts | 9e     | 5 497  |
| 12 / 02 / 2016 | 26 | Chamois Niortais       | E    | 1-2   | Battocchio 31e Alphonse 69e                  | 36pts  | 9e     | 3188   |
| 19 / 02 / 2016 | 27 | Red Star FC            | D    | 0-1   |                                              | 36 pts | 10e    | 5 033  |
| 26 / 02 / 2016 | 28 | FC Metz                | E    | 2-2   | Battocchio 13e Adnane 34e                    | 37 pts | 9e     | 10 457 |
| 04 / 03 / 2016 | 29 | US Créteil-Lusitanos   | D    | 2-1   | Pelé 29e Falette 81e                         | 40 pts | 9e     | 5 418  |
| 11 / 03 / 2016 | 30 | Valenciennes FC        | E    | 0-1   | Joseph-Monrose 74e                           | 43 pts | 8e     | 6 625  |
| 18 / 03 / 2016 | 31 | Dijon FCO              | D    | 0-0   |                                              | 44 pts | 9e     | 7 057  |
| 01 / 04 / 2016 | 32 | Tours FC               | E    | 2-1   | Battocchio 77e pen                           | 44 pts | 9e     | 5 277  |
| 08 / 04 / 2016 | 33 | Havre AC               | D    | 0-0   |                                              | 45 pts | 9e     | 6 113  |
| 15 / 04 / 2016 | 34 | FC Sochaux-Montbéliard | E    | 2-1   | Adnane 30e                                   | 45 pts | 9e     | 10 042 |
| 22 / 04 / 2016 | 35 | Stade Lavallois        | D    | 0-0   |                                              | 46 pts | 10e    | 5 826  |
| 29 / 04 / 2016 | 36 | Evian TG FC            | D    | 0-2   |                                              | 46 pts | 10e    | 5 530  |
| 06 / 05 / 2016 | 37 | Clermont Foot          | E    | 2-0   |                                              | 46 pts | 11e    | 4 455  |
| 13 / 05 / 2016 | 38 | AJ Auxerre             | D    | 0-0   |                                              | 47 pts | 10e    | 7 116  |

#### Evolution du Classement
| J   | 01 | 02 | 03 | 04 | 05 | 06 | 07 | 08 | 09 | 10 | 11 | 12 | 13 | 14 | 15 | 16 | 17 | 18 | 19 | 20 | 21 | 22 | 23 | 24 | 25 | 26 | 27 | 28 | 29 | 30 | 31 | 32 | 33 | 34 | 35 | 36 | 37 | 38 |
| --- | -- | -- | -- | -- | -- | -- | -- | -- | -- | -- | -- | -- | -- | -- | -- | -- | -- | -- | -- | -- | -- | -- | -- | -- | -- | -- | -- | -- | -- | -- | -- | -- | -- | -- | -- | -- | -- | -- |
| 1er |    |    |    |    |    |    |    |    |    |    |    |    |    |    |    |    |    |    |    |    |    |    |    |    |    |    |    |    |    |    |    |    |    |    |    |    |    |    |
| 2e  |    |    |    |    |    |    |    |    |    |    |    |    |    |    |    |    |    |    |    |    |    |    |    |    |    |    |    |    |    |    |    |    |    |    |    |    |    |    |
| 3e  |    |    |    |    |    |    |    |    |    |    |    |    |    |    |    |    |    |    |    |    |    |    |    |    |    |    |    |    |    |    |    |    |    |    |    |    |    |    |
| 4e  |    | ●  |    |    |    | ●  |    |    |    |    |    |    |    |    |    |    |    |    |    |    |    |    |    |    |    |    |    |    |    |    |    |    |    |    |    |    |    |    |
| 5e  |    |    |    |    |    |    |    |    |    |    |    |    |    |    |    |    |    |    |    |    |    |    |    |    |    |    |    |    |    |    |    |    |    |    |    |    |    |    |
| 6e  |    |    |    |    |    |    |    |    |    |    |    |    |    |    |    |    |    |    |    |    |    |    |    |    |    |    |    |    |    |    |    |    |    |    |    |    |    |    |
| 7e  |    |    |    | ●  |    |    | ●  | ●  |    |    |    |    |    |    |    |    |    |    |    |    |    |    |    |    |    |    |    |    |    |    |    |    |    |    |    |    |    |    |
| 8e  |    |    |    |    |    |    |    |    | ●  |    | ●  |    |    |    |    | ●  |    | ●  |    |    |    |    |    |    |    |    |    |    |    | ●  |    |    |    |    |    |    |    |    |
| 9e  |    |    | ●  |    | ●  |    |    |    |    |    |    |    |    | ●  |    |    | ●  |    | ●  |    |    |    |    |    | ●  | ●  |    | ●  | ●  |    | ●  | ●  | ●  | ●  |    |    |    |    |
| 10e |    |    |    |    |    |    |    |    |    |    |    |    |    |    | ●  |    |    |    |    |    |    |    | ●  |    |    |    | ●  |    |    |    |    |    |    |    | ●  | ●  |    | ●  |
| 11e |    |    |    |    |    |    |    |    |    | ●  |    | ●  |    |    |    |    |    |    |    | ●  |    |    |    | ●  |    |    |    |    |    |    |    |    |    |    |    |    | ●  |    |
| 12e |    |    |    |    |    |    |    |    |    |    |    |    |    |    |    |    |    |    |    |    | ●  | ●  |    |    |    |    |    |    |    |    |    |    |    |    |    |    |    |    |
| 13e |    |    |    |    |    |    |    |    |    |    |    |    |    |    |    |    |    |    |    |    |    |    |    |    |    |    |    |    |    |    |    |    |    |    |    |    |    |    |
| 14e | ●  |    |    |    |    |    |    |    |    |    |    |    | ●  |    |    |    |    |    |    |    |    |    |    |    |    |    |    |    |    |    |    |    |    |    |    |    |    |    |
| 15e |    |    |    |    |    |    |    |    |    |    |    |    |    |    |    |    |    |    |    |    |    |    |    |    |    |    |    |    |    |    |    |    |    |    |    |    |    |    |
| 16e |    |    |    |    |    |    |    |    |    |    |    |    |    |    |    |    |    |    |    |    |    |    |    |    |    |    |    |    |    |    |    |    |    |    |    |    |    |    |
| 17e |    |    |    |    |    |    |    |    |    |    |    |    |    |    |    |    |    |    |    |    |    |    |    |    |    |    |    |    |    |    |    |    |    |    |    |    |    |    |
| 18e |    |    |    |    |    |    |    |    |    |    |    |    |    |    |    |    |    |    |    |    |    |    |    |    |    |    |    |    |    |    |    |    |    |    |    |    |    |    |
| 19e |    |    |    |    |    |    |    |    |    |    |    |    |    |    |    |    |    |    |    |    |    |    |    |    |    |    |    |    |    |    |    |    |    |    |    |    |    |    |
| 20e |    |    |    |    |    |    |    |    |    |    |    |    |    |    |    |    |    |    |    |    |    |    |    |    |    |    |    |    |    |    |    |    |    |    |    |    |    |    |

### Coupe de la Ligue 2015-2016
| Tour     | Date           | Adversaire         | Lieu                 | Horaire | Score        | Buteurs du SB29         | Affluence |
| -------- | -------------- | ------------------ | -------------------- | ------- | ------------ | ----------------------- | --------- |
| 1er tour | 11 / 08 / 2015 | Bourg-en-Bresse 01 | Stade Francis-Le Blé | 20h00   | 2-2 (5-3tab) | Cuvillier 28e, Pelé 44e | 5 299     |

### Coupe de France 2015-2016
| Tour    | Date           | Adversaire     | Lieu              | Horaire | Score | Buteurs du SB29                     | Affluence |
| ------- | -------------- | -------------- | ----------------- | ------- | ----- | ----------------------------------- | --------- |
| 7e tour | 14 / 11 / 2015 | US Montagnarde | Stade Mané Braz   | 18h00   | 0-3   | Sea 32e Alphonse 83e Battocchio 90e | 2 000     |
| 8e tour | 05 / 12 / 2015 | Stade briochin | Stade Fred-Aubert | 18h00   | 2-0   |                                     | 5 000     |

### Meilleurs Buteurs
| Position | Nom                   | Buts en L2 | Buts en C.F | Buts en C.L | Total Buts |
| -------- | --------------------- | ---------- | ----------- | ----------- | ---------- |
| 1        | Youssef Adnane        | 10         | 0           | 0           | 10         |
| 2        | Cristian Battocchio   | 5 (1 sp)   | 1           | 0           | 6          |
| -        | Bryan Pelé            | 5          | 0           | 1           | 6          |
| 3        | Alexandre Alphonse    | 4          | 1           | 0           | 5          |
| 4        | Steven Joseph-Monrose | 4          | 0           | 0           | 4          |
| 5        | Kevin Koubemba        | 3          | 0           | 0           | 3          |
| 6        | Bruno Grougi          | 1          | 0           | 0           | 1          |
| -        | Simon Falette         | 1          | 0           | 0           | 1          |
| -        | Grégory Lorenzi       | 1          | 0           | 0           | 1          |
| -        | Melvin Platje         | 1          | 0           | 0           | 1          |
| -        | Alexandre Cuvillier   | 0          | 0           | 1           | 1          |
| -        | William Sea Nessemon  | 0          | 1           | 0           | 1          |

### Meilleurs Passeurs
| Place | Nom                   | Ligue 2 | Coupe de France | Coupe de la Ligue | TOTAL des PASSES |
| ----- | --------------------- | ------- | --------------- | ----------------- | ---------------- |
| 1     | Cristian Battocchio   | 4       | 2               | -                 | 6 passes         |
| 2     | Gaëtan Belaud         | 5       | -               | -                 | 5 passes         |
| 3     | Youssef Adnane        | 2       | -               |                   | 2 passes         |
| 3     | Alexandre Cuvillier   | 2       | -               | -                 | 2 passes         |
| 3     | Steven Joseph-Monrose | 2       | -               | -                 | 2 passes         |
| 4     | Manuel Perez          | 1       | -               | -                 | 1 passe          |
| 4     | Éric Tié Bi           | 1       | -               | -                 | 1 passe          |